# Tokyo Aquatics Centre

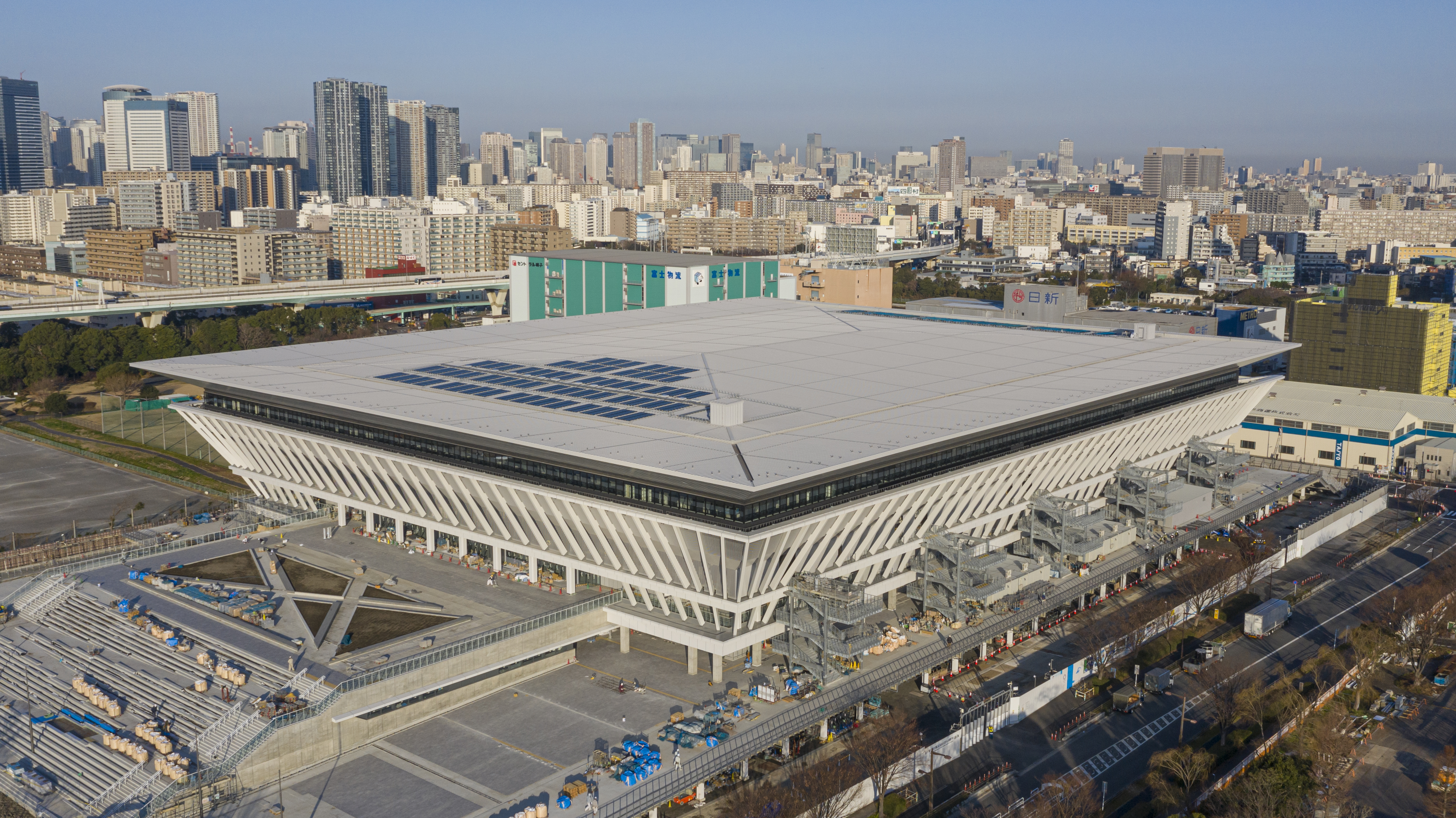
het gebouw in 2020

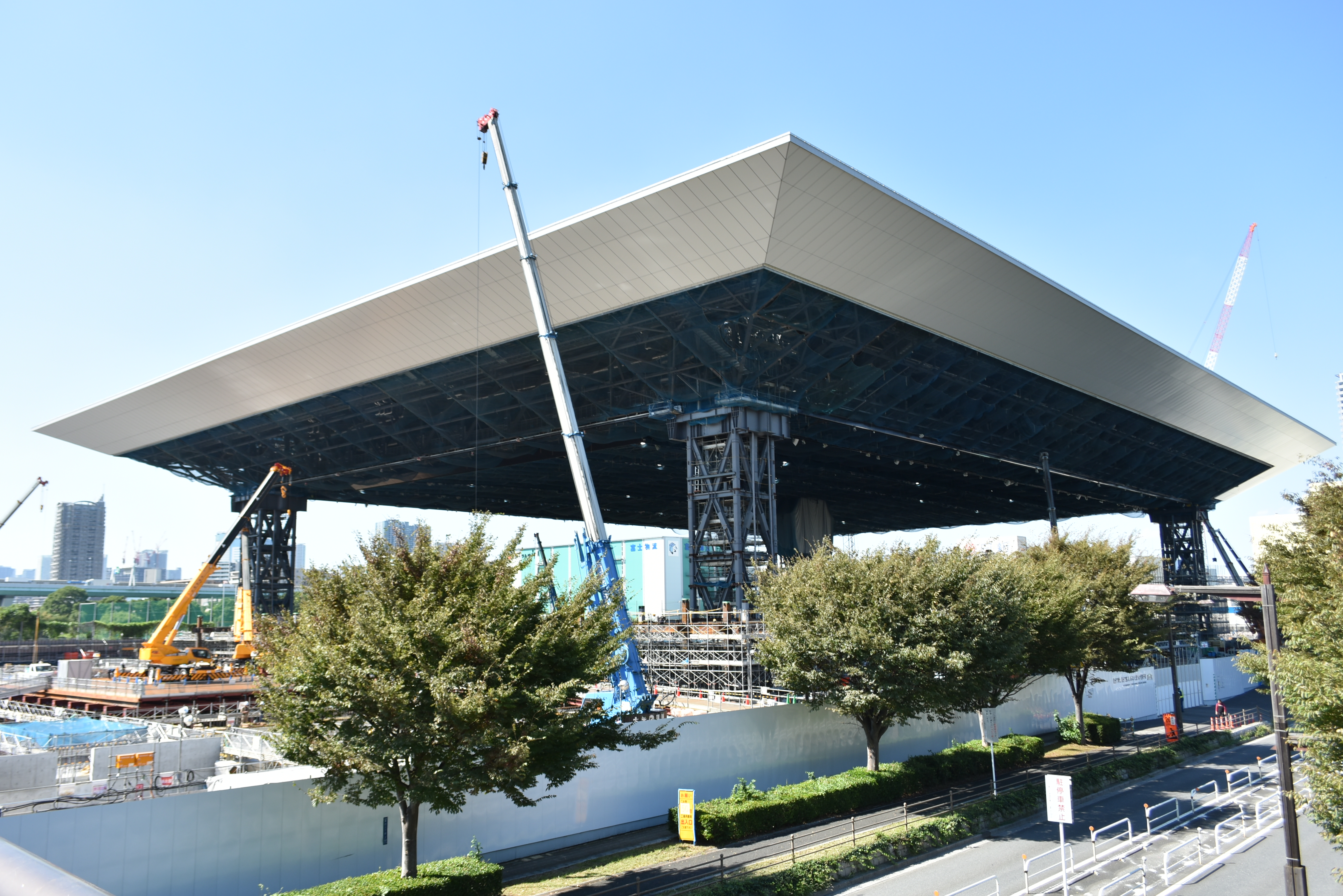
Bouw van het Centre met het opkrikken van de dakconstructie

Het Tokyo Aquatics Centre (Japans: 東京アクアティクスセンタ, Tōkyō akuatikusu sentā) is een zwembad in de Japanse hoofdstad Tokio. Het ligt in het stadsdeel Tatsumi dat deel uit maakt van de wijk Koto. De bouw begon in april 2017 en werd in februari 2020 afgewerkt. De officiële opening werd uitgesteld vanwege de coronapandemie en vond plaats op 26 oktober 2020. Het zwembad werd gebouwd voor de Olympische en Paralympische Spelen in 2020 en biedt plaats aan vijftienduizend toeschouwers. Tijdens de Olympische Spelen zullen het baanzwemmen, schoonspringen en synchroonzwemmen er plaatsvinden; het waterpolotoernooi wordt gehouden in het nabijgelegen Tokyo Tatsumi International Swimming Center.
Het zwembadcomplex heeft twee zwembaden en een duikbad. Het dak werd eerst op de grond gebouwd en vervolgens geleidelijk verhoogd tot een hoogte van 37 meter. Het is 160 meter lang, 130 meter breed en 10 meter dik. Het dak weegt 7.000 ton. Het zwembad blijft na de Olympische en Paralympische spelen in gebruik als zwemarena, evenwel met een in aantal gereduceerde publiekstribune. Tevens wordt het een publiek zwembad.
1984:  Uytengsu Aquatics Center · 
1988:  Jamsil Indoor Swimming Pool · 
1992:  Piscines Bernat Picornell · 
1996:  Georgia Tech Aquatic Center · 
2000:  Sydney International Aquatic Centre · 
2004:  Athens Olympic Aquatic Centre · 
2008:  Beijing National Aquatics Center · 
2012:  London Aquatics Centre · 
2016:  Parque Aquático Maria Lenk · 
2020:  Tokyo Aquatics Centre · 
2024:  Centre aquatique olympique